# Amacuzac
Amacuzac é um município do estado de Morelos, no México.